# Renier Panhay de Rendeux
Renier Panhay de Rendeux est un peintre et sculpteur liégeois, né à Liège en 1684, et mort dans la même ville le 20 mai 1744.

## Biographie
La famille de Renier Panhay est probablement originaire de Rendeux, dans la province de Luxembourg.
Il est d'abord l'élève de Arnold de Hontoire puis il part pour Rome en 1702.  Dans ses notes, le chanoine Henri Hamal, écrit que Renier Panhay de Rendeux est l'élève de Maratta, peintre (1625-1713), et de Pierre Legros, sculpteur parisien (1666-1719). Cette formation lui donne un double talent, la peinture et la sculpture. Il reste dix ans en Italie puis revient à Liège. Ses premières œuvres connues à Liège datent de 1712 et il a des élèves en 1716. Il se fait d'abord connaître par la réalisation d'une fresque représentant le Jugement dernier qui couvrait le fond de l'église des Sœurs-de-Hasque. Il termine cette peinture en 1724.
Rendeux est un dessinateur habile. Le chanoine Hamal a possédé de nombreux dessins de sa main. Ce sont des dessins et des académies faits d'après un modèle vivant. Presque tous portent les initiales J. D. L. R. L'Académie de Liège possède 113 dessins, croquis et études de Rendeux.
Simon Cognoulle, Guillaume Évrard et Joseph-Thomas d'Esneux ont été ses élèves.
Renier Panhay de Rendeux se marie après son retour d'Italie avec Catherine Demeuse qui lui donne plusieurs enfants entre 1714 et 1734. Élisabeth, sa fille aînée, baptisée le 22 mai 1714 dans l'église Saint-Adalbert, s'est mariée avec Simon Cognoulle.

## Sculptures
Il réalise des sculptures dès son retour à Liège :
- dans la collégiale Saint-Paul : 

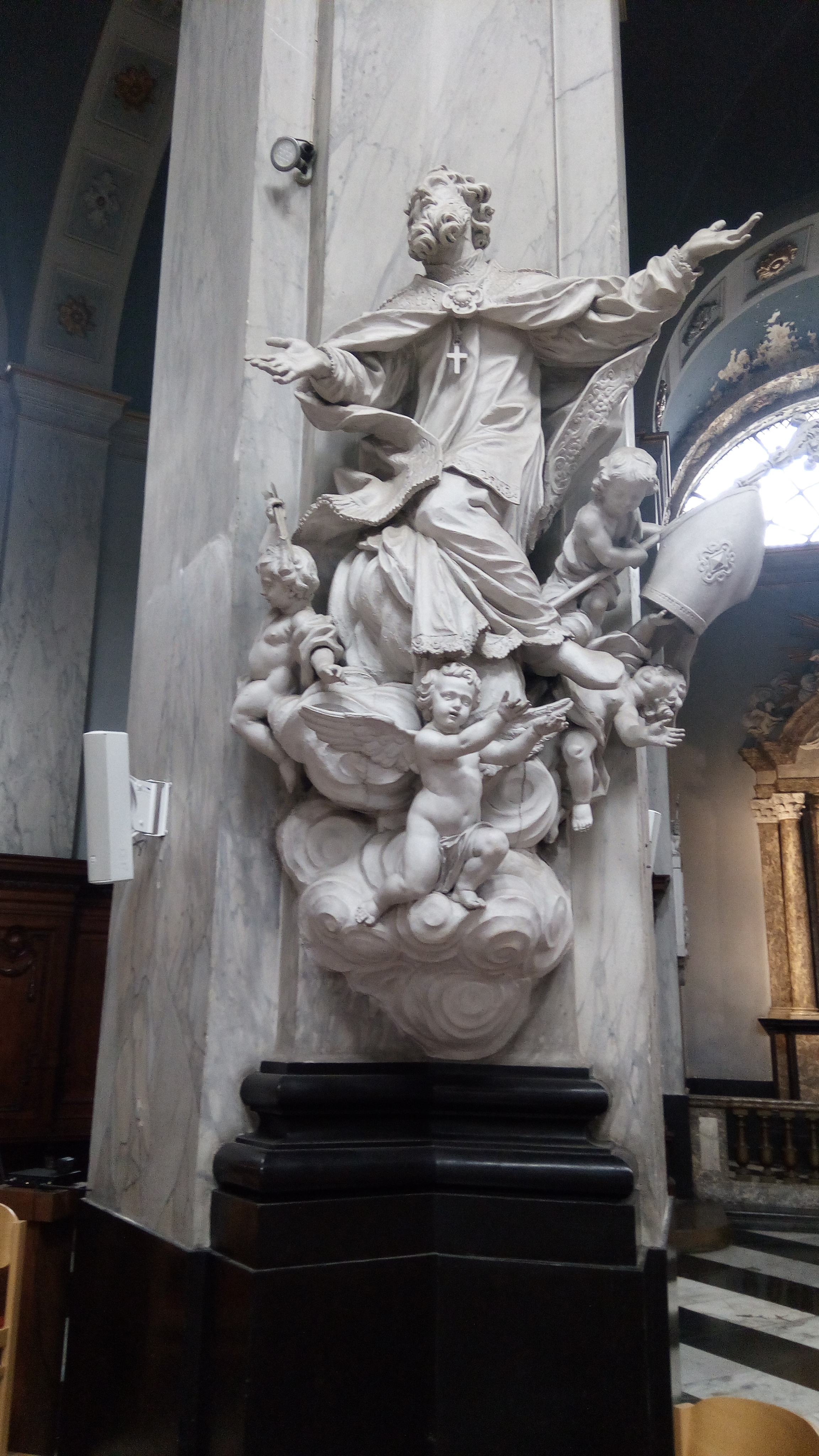
Statue de saint Adalbet avec angelots dans l'église Saint-Jean de Liège

  - autel de la chapelle de la Vierge,
  - statues représentant la Foi et l'Église, autrefois placées à l'entrée du chœur, la Charité et l'Espérance, au-dessus de la porte de la sacristie,
  - la Sainte Vierge avec l'Enfant Jésus et saint Jean-Baptiste, statues placées dans les niches de l'arcature décorative du soubassement du transept,
  - buste de saint Capraise et d'autres saints dans le chœur,
- dans l'ancienne église des Pères Jésuites devenu séminaire, saint Joseph et sainte Anne,
- pour un des autels de l'église des Carmes-en-Isle, statue de la Vierge Marie placée sur un autel latéral,
- pour l'église Saint-Adalbert (détruite), statue de saint Adalbert,
- dans l'entrée du chœur de l'église Sainte-Catherine, le mausolée d'Adrien de Ghysels et de sa femme, et la statue de la Vierge,
- dans l'église Saint-Jean-Baptiste :
  - figure de saint Crispin,
  - statues de la Vierge et de saint Thomas,
- dans l'église Saint-Thomas, les statues de saint Thomas et de la Vierge à l'Enfant qui est signée et datée Rendeux sculpebat 1733. Après la destruction de l'église Saint-Thomas, ces deux statues ont été placées dans l'église Saint-Barthélemy, où se trouve aussi une statue de saint Roch,
- dans l'église des Sœurs-de-Hasque (détruite), statue de la Vierge et de saint Joseph,
- dans l'église Saint-Martin de Tohogne, le retable réalisé après 1738,
- pour l'hôtel de ville de Liège, quatre bas-reliefs et la statue de la Prudence, d'après les comptes de 1724-1725,
- dans l'église Saint-Nicolas de La Roche-en-Ardenne : statue de la Vierge à l'Enfant datée de 1739,
- dans l'église Notre-Dame de Momalle, près de Liège, statue de la Vierge livrée le 30 juin 1744, et de saint Joseph, livrée le 10 novembre 1744, après la mort de Rendeux, terminées par son ouvrier Joseph-Thomas d'Esneux.